# Pogana
Pogana es una comuna ubicada en el distrito de Vaslui, Rumania.

## Superficie
Posee una superficie de 59,58 kilómetros cuadrados.

## Demografía
Hasta 2021 la población era de 3007 habitantes, con una densidad de población de 50,47 habitantes por kilómetro cuadrado.